# Dobar, loš, zao (emisija)
Dobar, loš, zao (skraćeno DLZ) je satirični politički tok-šou, poznat po kritičkom i oštrom pristupu aktuelnim društvenim i političkim temama u Srbiji. Kreirali su ga i vode pisac Marko Vidojković i novinar Nenad Kulačin. Emisija je stekla popularnost zbog svog nekonvencionalnog formata, direktnog rečnika i izrazito kritičkog stava prema vlastima i opoziciji.

## Nastanak i razvoj emisije
Emisija je nastala 2013. godine na lokalnoj televiziji TV Šabac, a njeni autori su je u početku radili bez honorara. Zbog izuzetne gledanosti i popularnosti, emisija je prešla na televiziju Nova S, gde je emitovana od 2018. do 2021. godine. Tokom tog perioda, DLZ je postala jedna od ključnih emisija nezavisnih medija u Srbiji.
Od 2021. godine, emisija se više ne emituje na televiziji, već je nastavljena u formi podkasta. Epizode se objavljuju na zvaničnom YouTube kanalu DLZ  i na portalu Nova S, što je autorima omogućilo još veću slobodu u kreiranju sadržaja i direktan kontakt s publikom.

## Stil i kontroverze
Emisija DLZ se ističe po oštrom humoru i direktnim komentarima, često uz korišćenje psovki i provokativnog rečnika. Ovakav pristup je izazivao burne reakcije javnosti, a voditelji su često bili meta napada, uvreda i pretnji, pogotovo od strane prorežimskih medija i političara. Zbog čestih pretnji upućenih autorima emisije, reagovala su i brojna novinarska udruženja, uključujući Nezavisno udruženje novinara Srbije (NUNS), koje je osudilo napade i pozvalo nadležne institucije da zaštite slobodu govora. I pored pritisaka, Kulačin i Vidojković su nastavili s istim formatom emisije, što mnogi doživljavaju kao važan čin otpora u medijskom prostoru.

## Gosti i uticaj
Kroz emisiju je prošao veliki broj opozicionih političara, analitičara, novinara i javnih ličnosti. DLZ je postao jedna od retkih platformi na kojoj gosti mogu otvoreno da iznose svoje kritike i mišljenje o aktuelnoj situaciji, što je doprinelo jačanju pluralizma i slobode govora u Srbiji.